# Ulldemolins
Ulldemolins – gmina w Hiszpanii, w prowincji Tarragona, w Katalonii, o powierzchni 38,05 km². W 2011 roku gmina liczyła 434 mieszkańców.